# Robertsfors IK
Robertsfors IK är en idrottssklubb i Robertsfors. Klubben bildades 1907 och bar namnet Robertsfors Gymnastik och Idrottsförening under en kort tid.
I början av klubbens historia ägnade man sig åt gymnastik, friidrott och fotboll på somrarna och skidor och backhoppning på vintrarna. 1925 fick klubben ett arrendekontrakt på Stantorsvallen, där fotbollslaget fortfarande spelar sina hemmamatcher.
De flesta som spelar för Robertsfors IK är fostrade i klubben eller i någon annan mindre klubb i närheten. Under början av 2000-talets första decennium hade klubben etablerat sig till en stadig Division 2-klubb. Säsongen 2005 lyckades klubben att ta sig upp i Division 1, efter att bland annat ha besegrat Enköping med 7-2. 2006 åkte klubben dock ur Division 1 på grund av sämre målskillnad. Klubben spelar just nu i division 4. 2010-2014 tränade Rainer Eskeleinen och J-O Hemmervall laget men efter 2014 års säsong tog Johan "Larra" Larsson över rodret. Han assisterades av Jonas "Hexan" Eriksson. År 2018 tog tränaren Johan Eriksson över efter att ha tränat IFK Åkullsjön. Men nu efter en framgångsrikt år i division 4 norra har laget ännu en gång klättrat i det svenska tabellsystemet, och spelar sedan säsongen 2020 i division 3 norra herrar.
Fotbollen har även en ungdomsverksamhet, samt farmarlaget, Robertsfors IK 2 som just nu spelar i division 5. Robertsfors IK 2 tränas av Fredrik Lundström och Mattias Åkesson. Ungdomsverksamheten är väldigt lyckosam och 2015 vann Robertsfors IK:s flickor-05 Sveriges näst största ungdomsturnering Piteå Summer Games.